# Åsa Regnér
Åsa Regnér, née Åsa Charlotte Pettersson le 26 août 1964 à Malmberget (Suède), est une femme politique suédoise. Membre des Sociaux-démocrates (SAP), elle est ministre de l'Enfance, des Personnes âgées et de l'Égalité au sein du gouvernement Löfven depuis 2014. 